# Вграждане на сянка
Вграждането на сянка е български ритуал, познат в Балканския фолклор и на север до Трансилвания и Унгария. Според легендата, млада жена (или сянката ѝ) бива зазидана жива в основите на мост или сграда, за да омилостиви бога, който руши строежа.
В изследването си „Вградена невеста“ (1920 г.) българския фолклорист проф. Михаил Арнаудов проследява мотива за вграждането и извън Балканите – Индия, Австралия, Америка и Африка. Във фолклора по света се вграждат чужди хора – роби, врагове, изоставени деца, докато на Балканския полуостров жертвата е най-обичания и близък човек, най-красивата, работлива и послушната от жените на майсторите.
Свидетелства за такъв ритуал могат да се открият в народния фолклор – в песни и предания от България, Гърция, Румъния, Албания и Унгария. След Освобождението, при разрушаването на джамията построена в село Мадара, бил намерен в основите цял скелет. Преди джамията на това място имало православен храм, а преди него светилище. Възможно е и просто на това място да е имало гробище.

## Легенди

### Струма невеста при Кадин мост
Запазени са легенди и предания за Струма невеста и изграждането на Кадин мост (1470 г.) в село Невестино. Името „Кадин мост“ идва от турското „Кадън кюпраси“ или „Невестин мост“ и е свързано с легендите за построяването му.
Според една от легендите, строежът на моста не вървял, защото всичко, което вдигали майсторите през деня, било нощем отнасяно от буйните води на Струма. Затова майсторите решили, че за успешното му довършване ще трябва да дадат курбан една от жените си; тя да бъде първата, която на заранта ще им донесе ядене. Първа дошла Струма невеста, жената на майстор Манол (Мануил) и за
Срещу моста се намира скулптура на вградената в моста Струма невеста.
Мотивът присъства и в пиесата „Мостът на река Струма“ на Ст. Чилингиров.

### Дяволският мост на река Арда
Според легенда, вградена е сянка в основите на Дяволският мост на река Арда, построен 1515 – 1518 г.

### „Турчин мост“ в Неделино
Според легенда, в основите на „Турчин мост“ край Неделино е вградена сянката на млада невеста, носила храна на майстора, която след това е починала.

### Маринов мост при Перущица
Мит за Маноловата жена Невяна

### Гергана от „Изворът на Белоногата“
Петко Славейков преработва в поемата „Изворът на Белоногата“ (1873 г.) преданието за чешмата между Хабибчево и Харманли, където била вградена сянката на мома Гергана.

### Драмата „Зидари“
Мотивът за вграждане на невеста ползва и Петко Тодоров в драмата си „Зидари“.

## В практиката
Украса на Керековата чешма в Копривщица са контурно изсечените стомна и бъклица с цветя, а на корниза в хоризонтално положение са оформени релефно женска фигура (вляво) и мъжка (вдясно). Смята се, че това е остатък от традицията за символично вграждане на сянка в основите на градежа.